# Guennadi Morozov
Pour les articles homonymes, voir Morozov.
Guennadi Vladimirovitch Morozov (russe : Геннадий Владимирович Морозов), né le 30 décembre 1962 à Moscou à l'époque en URSS et aujourd'hui en Russie, est un joueur de football international soviétique (russe), qui évoluait au poste de défenseur, avant de devenir ensuite entraîneur.

## Biographie

### Carrière de joueur

#### Carrière en club
Guennadi Morozov joue en faveur du Spartak Moscou et du Dynamo Moscou.
Il dispute un total de 236 matchs en première division soviétique, inscrivant quatre buts. Il remporte le titre de champion en 1989 avec le Spartak. Il est également, avec cette même équipe, vice-champion à cinq reprises.
Participant régulièrement aux compétitions européennes, il joue deux matchs en Coupe d'Europe des clubs champions, et 28 matchs en Coupe de l'UEFA. Il est quart de finaliste de la Coupe de l'UEFA en 1984 avec le Spartak Moscou, en étant battu par l'équipe belge du RSC Anderlecht.

#### Carrière en sélection
Guennadi Morozov reçoit 10 sélections en équipe d'URSS entre 1985 et 1986, sans inscrire de but.
Il joue son premier match en équipe nationale le 7 août 1985, en amical contre la Roumanie (victoire 2-0 à Moscou).
Il dispute ensuite trois matchs rentrant dans le cadre des éliminatoires du mondial 1986, contre le Danemark, l'Irlande, et la Norvège.
Il figure dans le groupe des sélectionnés lors de la Coupe du monde de 1986. Lors du mondial organisé au Mexique, il joue un match contre le Canada (victoire 2-0 à Irapuato). C'est son dernier match en équipe nationale.

## Palmarès
Spartak Moscou
| - Championnat d'Union soviétique (1) : - Champion : 1989. - Vice-champion : 1980, 1981, 1983, 1984 et 1985. - Coupe d'Union soviétique : - Finaliste : 1981. |  | - Coupe de la fédération d'URSS (1) : - Vainqueur : 1987. |